# بيلي مكنيل (لاعب هوكي الجليد)
بيلي مكنيل هو لاعب هوكي الجليد كندي، ولد في 26 يناير 1936 في إدمونتون في كندا، وتوفي في 31 أغسطس 2007 في سوري في كندا.

## وصلات خارجية
- بيلي مكنيل على موقع دوري الهوكي الوطني (الإنجليزية)
- بيلي مكنيل على موقع قاعة مشاهير الهوكي (لاعب أن.إتش.أل) (الإنجليزية)
- بيلي مكنيل على موقع EliteProspects.com (الإنجليزية)
- بيلي مكنيل على موقع HockeyDB.com (الإنجليزية)
- بيلي مكنيل على موقع Hockey-Reference.com (الإنجليزية)